# Iglesia de San Andrés Apóstol (Santa Cruz de Tenerife)
La iglesia parroquial de San Andrés Apóstol se sitúa en la localidad costera de San Andrés, en Santa Cruz de Tenerife (Canarias, España). Es un templo católico construido en el siglo XVII sobre una ermita anterior del primer tercio del siglo XVI, y que era por lo tanto uno de los primeros templos cristianos que se construyeron en la isla de Tenerife tras la conquista de la misma.
La iglesia se encuentra ubicada en el centro del casco antiguo de la localidad, junto a la plaza de la Iglesia. Detrás del templo se levanta el Tanatorio de San Andrés, construcción moderna revestida de mármol blanco con columnas. La iglesia es la sede de la parroquia de San Andrés, que comprende las localidades de San Andrés, Valleseco, San José de El Suculum e Igueste de San Andrés.

## Descripción
Se accede a la puerta principal de la iglesia por una escalinata, ya que el nivel del templo está por encima del de la calle. La iglesia, de arquitectura popular canaria, está pintada de blanco y tiene techo de teja. El campanario o espadaña y el arco de entrada están construidos de toba volcánica roja del propio valle de San Andrés. El campanario se encuentra en un lateral de la iglesia, con dos campanas de desigual tamaño y una cruz en la parte más alta.
En la mayor de las campanas puede leerse la leyenda: "AVE MARÍA". No se conoce su antigüedad, ni su procedencia, pero se conserva el documento de su compra efectuada el 20 de diciembre de 1849. La otra campana es británica y posee la inscripción "S.S. WESTBURN 1893 SUDERLAND". El Westburn fue un buque de vapor inglés apresado durante la Primera Guerra Mundial que fue hundido por los alemanes en las proximidades de San Andrés.
La iglesia es un edificio largo y estrecho, orientado sobre un eje longitudinal en dirección este-oeste con su entrada principal hacia el Templo de Jerusalén. Tiene una puerta auxiliar en un lateral. Es de una sola nave, la cual conecta con la capilla del baptisterio, donde se guardan otras imágenes religiosas y una antigua pila bautismal hecha de roca basáltica de dos tipos diferentes y sujeta fija al suelo, presentando la base un color rojizo mientras que la pila es grisácea. Esta capilla conduce a una estancia o sala de exposición realizada tras la última restauración del templo entre 2014-2016, construida donde se encontraba el antiguo despacho parroquial (antes tanatorio). Esta estancia acoge el pequeño museo de arte sacro del templo.

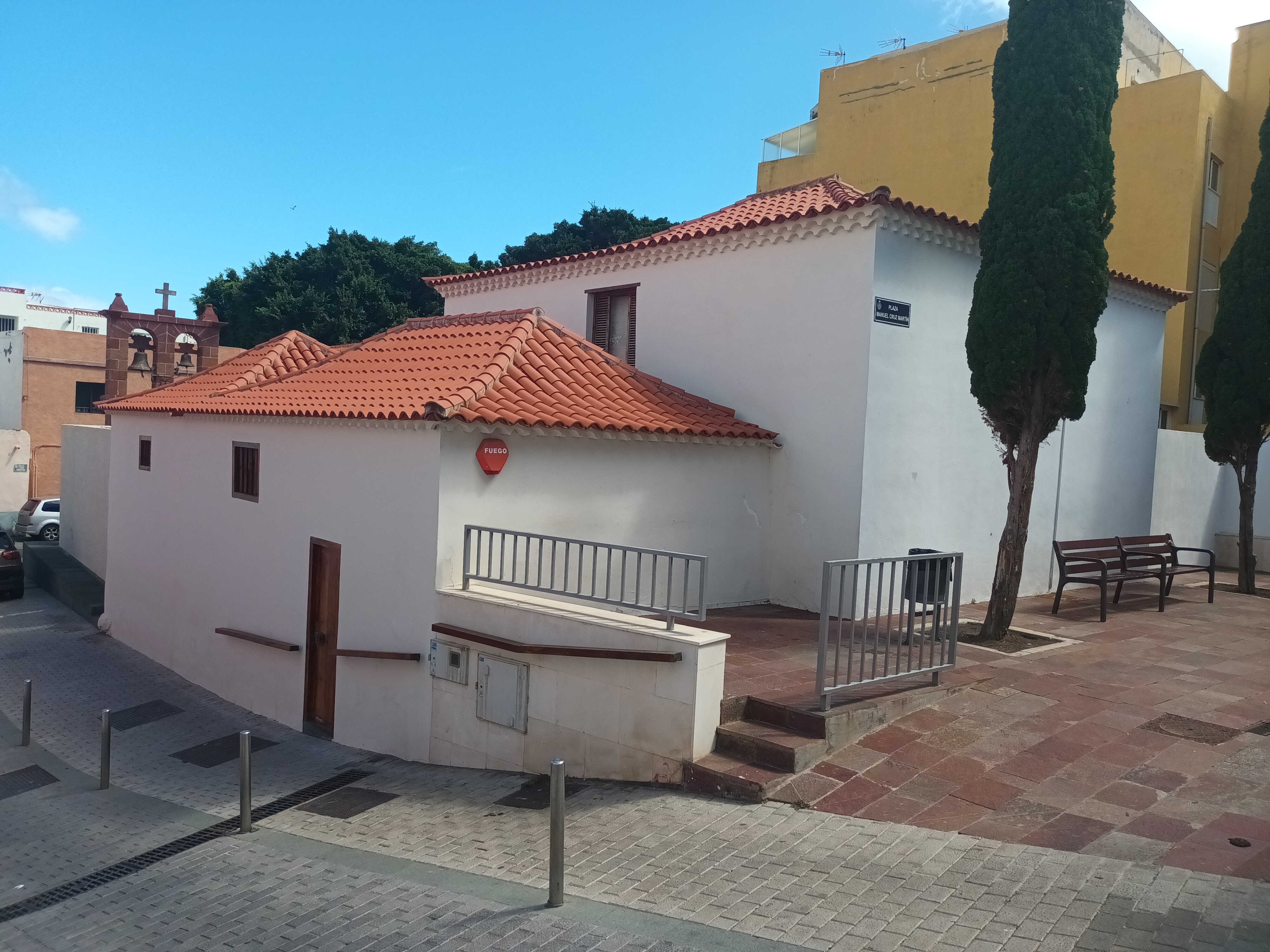
Trasera y lateral de la Iglesia.

En las paredes de la nave central se encuentran hornacinas con imágenes y cuadros religiosos. El techo es de madera de barbusano y hasta la restauración del templo de 2014-2016 tenía tres lámparas de araña, en la actualidad focos. Existe un arco de cantería que separa la nave central de la capilla mayor. Esta se encuentra a un nivel más elevado, accediéndose a ella subiendo dos escalones. Tras el altar se encuentra un tabernáculo de plata y níquel que destaca sobre los demás ornamentos de la iglesia realizados en madera. Se trata de una obra realizada por el orfebre lagunero Rafael Trujillo Forte a fines del siglo XIX. Sobre este tabernáculo se encuentra el retablo mayor del templo que contiene la imagen de la Virgen del Rosario y a los laterales se hallan dos hornacinas con las imágenes de San Andrés y Santa Lucía. En un pequeño retablo de madera a modo de dosel ubicado en el lateral de la pared sur del altar mayor de la parroquia, se encuentra un Cristo crucificado realizado en madera de naranjo, de gran devoción popular, y usualmente llamado Santo Cristo del Cegato (siglo XIX). Se trata de una de las piezas artísticas más valiosas del templo, y que recibe este nombre por la ceguera que padecía el escultor que lo realizó. En las paredes laterales del altar mayor se disponen dos ventanas.
La iglesia posee un importante patrimonio en exvotos de los fieles. Estas ofrendas van desde joyas para los santos y en especial para la imagen de San Andrés, hasta mantos que luce la imagen del Santo Apóstol en sus fiestas.
Detrás de la iglesia se ubica una pequeña plaza donde se encuentra el Tanatorio de San Andrés, abierto en 2005. Esta construcción posee un estilo contemporáneo y destaca por el intenso color y brillo de sus blancos azulejos marmóreos exteriores. Posee cuatro columnas en su fachada y dos grandes habitaciones interiores. En la parte superior del techo hay una pequeña plaza. En el interior del tanatorio existe una pequeña imagen de Santa Isabel en honor de la primera difunta que se veló en él, llamada precisamente Isabel. El tanatorio fue construido sobre el antiguo Cementerio de San Andrés.

## Historia

### Primera ermita
La devoción hacia este santo en el pueblo de San Andrés está íntimamente relacionada con su historia de fundación, de hecho, fue el primer vecino y fundador de la localidad, Lope de Salazar quien principios del siglo XVI construyó la primitiva ermita donde inicialmente se encontraban las imágenes de San Andrés Apóstol (por la especial devoción que sentía por este santo) y Santa Lucía de Siracusa. Debió de haber sido una construcción sencilla, un simple edificio de piedra seca y techo de paja o cañas.
Teniendo en cuenta que Lope de Salazar fundó el pueblo en 1498 (apenas dos años después de la conquista de Tenerife), debemos de suponer que de aproximadamente esta época debió de haber sido esta primigenia ermita. Sin embargo, no existen fechas precisas de su construcción, pero se sabe que ya en 1520 existía y se conocía como Nuestra Señora de Salazar. Hacia 1562 la ermita poseía altar y en ella se daba veneración a los santos antes mencionados. Puesto que ya el lugar era conocido como Valle de San Andrés en 1518, la ermita tuvo que haber sido construida en periodo anterior. Se cree que la fecha más probable de su construcción fuera en torno a 1510 o antes. De lo que no hay duda, es que esta ermita fue uno de los primeros templos cristianos construidos en la isla de Tenerife tras la conquista de la misma.
En 1619 está fechado un bautizo en la "ermita" de San Andrés. El uso generalizado de la ermita por los pobladores del Valle de Salazar para el cumplimiento de sus obligaciones religiosas está constatado hacia 1684 (fecha recogida en un testamento de Doña María de la Rosa, viuda de Juan Alonso, que donaba un retablo de Santa Ana y San Joaquín a la iglesia).

### Actual templo

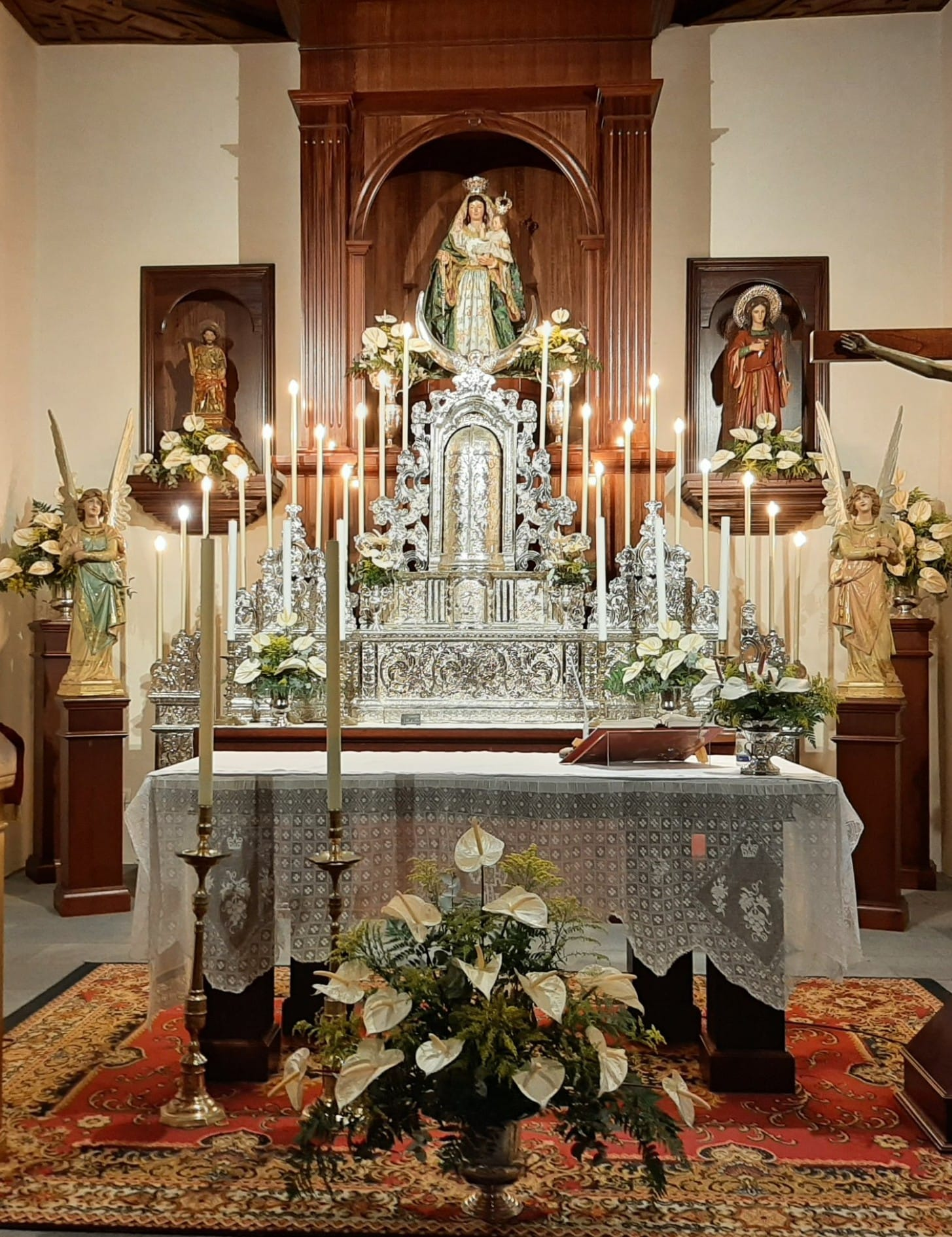
Altar mayor en donde destaca el retablo mayor con la Virgen del Rosario y a los lados: San Andrés y Santa Lucía.

Entre 1662 y 1680 se reconstruyó la antigua ermita, dándosele cuerpo de iglesia. Tradicionalmente se ha creído que la nueva iglesia fue construida sobre los cimientos de la antigua, pero recientemente esto ha sido cuestionado. En un documento inédito transcrito por la investigadora Carmen Fraga González: hacia 1624 la primitiva ermita estaba en estado ruinoso por lo que fue necesario trasladarla del lugar que ocupaba debido a «que peligraba por estar alzada en un barranco».
En 1747 el Obispo don Juan Francisco Guillén la elevó al rango de parroquia, siendo la primera hijuela de la Iglesia Matriz de la Concepción de Santa Cruz, dada la necesidad de que sus vecinos pudieran cumplir con sus obligaciones religiosas.
La creación de la parroquia había sido pedida por sus vecinos, los de Igueste y del Bufadero siendo Beneficiado Rector de la Concepción el doctor don Ignacio Logman. Ante el notario "escribano público" del puerto de Santa Cruz don José Vianés de Salas, accedió el párroco Logman al deseo de sus feligreses, con la anuencia del Obispo don Juan Francisco Guillen. El documento tiene fecha de 13 de febrero de 1747.
A cambio de ofrecer la Parroquia de San Andrés, puso las siguientes condiciones:

"Que si por alguna causa la dicha Parroquia no se erigiese, los feligreses volverán a pasar a la jurisdicción del Párroco de la Iglesia Matriz, en cuyo caso los mencionados feligreses deberán abonar, según costumbre, cinco reales de plata por vecindad al capellán que los atienda, sirva y administre los Santos Sacramentos. Que el párroco de la Concepción se reserva el derecho de celebrar algunas de las festividades, principalmente las del Apóstol de San Andrés. Que el cura que fuera a celebrar estas festividades tendrá preferencia en el coro y altar. Que la víspera de dicho Santo Apóstol, como siempre lo han practicado, han de venir dos vecinos con dos cabalgaduras, una para el sacerdote y otra para el sacristán mayor que vayan a la festividad, que lo mismo se ha de hacer al regreso. Que los feligreses, según costumbre, han de mantener a los dichos durante el tiempo que estuvieran allí con motivo de celebrar las fiestas. Que se les ha de abonar los derechos de costumbre."
Sr. Obispo don Juan Francisco Guillen.

En el año 1863 se celebró la fiesta de San Andrés Apóstol dos veces, pues la del año anterior tuvo que celebrarse en mayo de 1863 debido a que una epidemia de fiebre amarilla estaba afectando a la ciudad de Santa Cruz de Tenerife y se temía la llegada de peregrinos contagiados al pueblo. Por esta razón, la fiesta del Santo Apóstol se celebró durante la Pascua de Pentecostés para, en noviembre de ese año volver celebrar su fiesta, en esta ocasión, en la fecha habitual de noviembre.
En 1894 a raíz de la finalización otra pandemia, en este caso de cólera, el pueblo de San Andrés realizó una peregrinación de acción de gracias al Real Santuario del Santísimo Cristo de La Laguna, portando un pendón que aún se conserva en el museo del santuario.
En enero de 1965 la imagen de la Virgen de Candelaria (patrona de Canarias) pasó dos noches en la iglesia durante su recorrido por todos los pueblos de Tenerife.
La iglesia fue sometida a una restauración a finales de los años setenta del siglo XX, en la que se cambió por completo la techumbre y se recuperó el arco de cantería que separa la nave central de la capilla mayor así como la toba volcánica roja del campanario y del arco de entrada que se encontraban cubiertas. El 12 de noviembre de 2014, la iglesia fue cerrada para someterla de nuevo a un exhaustivo proceso de restauración. Las labores consistieron, fundamentalmente, en la restauración de la cubierta y de los elementos desprendidos del cuerpo del campanario o espadaña, la renovación de la instalación de baja tensión y la dotación de un sistema de protección contra incendios compatible con su valor patrimonial. Finalmente, el 28 de noviembre de 2016 la iglesia reabrió sus puertas tras dos años de trabajos de restauración.

## Imágenes
Entre las principales imágenes que se veneran en el templo destacan:

### San Andrés Apóstol

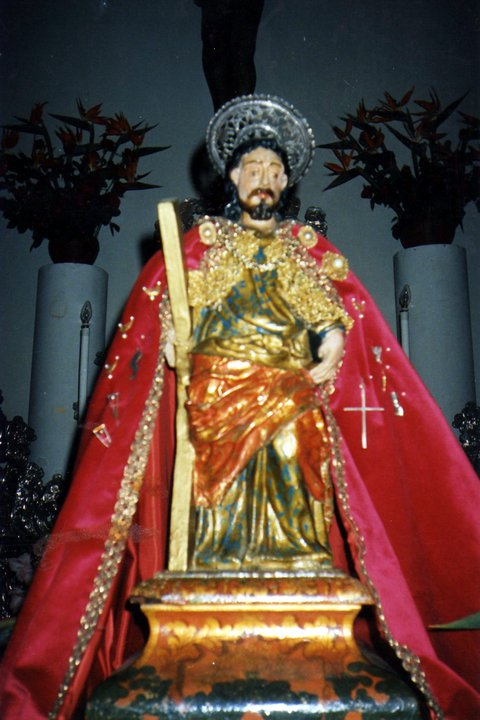
San Andrés Apóstol (patrón del pueblo) ataviado con su manto rojo.

La imagen de San Andrés (patrón de la localidad) es una talla de madera policromada de pequeñas dimensiones del siglo XVII. La imagen porta los símbolos propios de este santo, la cruz en forma de aspas y el evangelio. La devoción hacia este Santo está muy extendida por toda la comarca de Anaga, razón por la cual, San Andrés Apóstol es popularmente considerado como el Santo Patrón de Anaga.
Tradicionalmente a esta imagen se la revestía de mantos finamente bordados en hilos de oro y con incrustaciones de piedras preciosas, sin embargo con motivo de la restauración de la talla en 2007 se decidió exponerla a la veneración sin los mantos postizos dejándola en su aspecto primitivo. A pesar de esto, durante sus fiestas la imagen luce sus mantos cuando es bajada del altar y es colocada en su trono procesional.
El investigador de Historia y Arte, Pedro Tarquis Rodríguez lo describe como: «...es un San Andrés antiguo, de floja talla, pequeñito y realista, del tipo y costumbres de la gente del XVII...». Se trata pues de una talla rústica, adscrita a los talleres populares. En épocas antiguas esta imagen era utilizada para las rogativas, pues en el año 1659 aparece documentado su traslado en procesión hasta San Cristóbal de La Laguna (capital de la isla en aquella época) como rogativa para el cese de una sequía que azotaba al valle de San Andrés.

### Santa Lucía
Santa Lucía de Siracusa, imagen que se encuentra en el altar mayor al lado de San Andrés Apóstol y de la Virgen del Rosario. La imagen lleva la típica iconografía de esta santa, la palma del martirio y una copa con sus ojos. Se trata de una imagen en serie realizada en los talleres de Olot en el siglo XX.
Esta santa siciliana es considerada popularmente y desde muy antiguo como la compatrona de la localidad junto con la Virgen del Carmen (si bien a diferencia de esta última, Santa Lucía no ha sido declarada oficialmente como tal por el obispado). Cada año durante sus fiestas es colocada en su trono procesional luciendo sus mantos bordados en oro. Durante su procesión es tradicional que las mujeres del pueblo que creen haber recibido algún milagro de esta santa (generalmente relacionado con problemas de la vista) acompañen a la imagen en la procesión portando velas encendidas que representa la luz.

### Virgen del Rosario
La imagen de la Virgen del Rosario se encuentra en el retablo en la parte central del Altar Mayor. Se trata de una imagen para vestir del siglo XVIII, que sostiene al Niño Jesús en el brazo izquierdo y el Santo Rosario en el derecho. Posee una media luna de plata a sus pies, debajo de la cual se encuentra a su vez el tabernáculo de plata con la custodia del Santísimo Sacramento. Esta Virgen tuvo históricamente mucha devoción e importancia en la localidad de San Andrés. Hasta finales de los años 90 del siglo XX salía en procesión cada 7 de octubre, en donde los fieles rezaban los Misterios del Rosario por las calles del pueblo. Existen documentos antiguos que mencionan a la Virgen del Rosario como patrona de San Andrés, si bien, se trata de un patronazgo actualmente desconocido a nivel popular en la localidad, la cual venera mayormente a la Virgen del Carmen como su advocación mariana principal.

### Virgen del Carmen

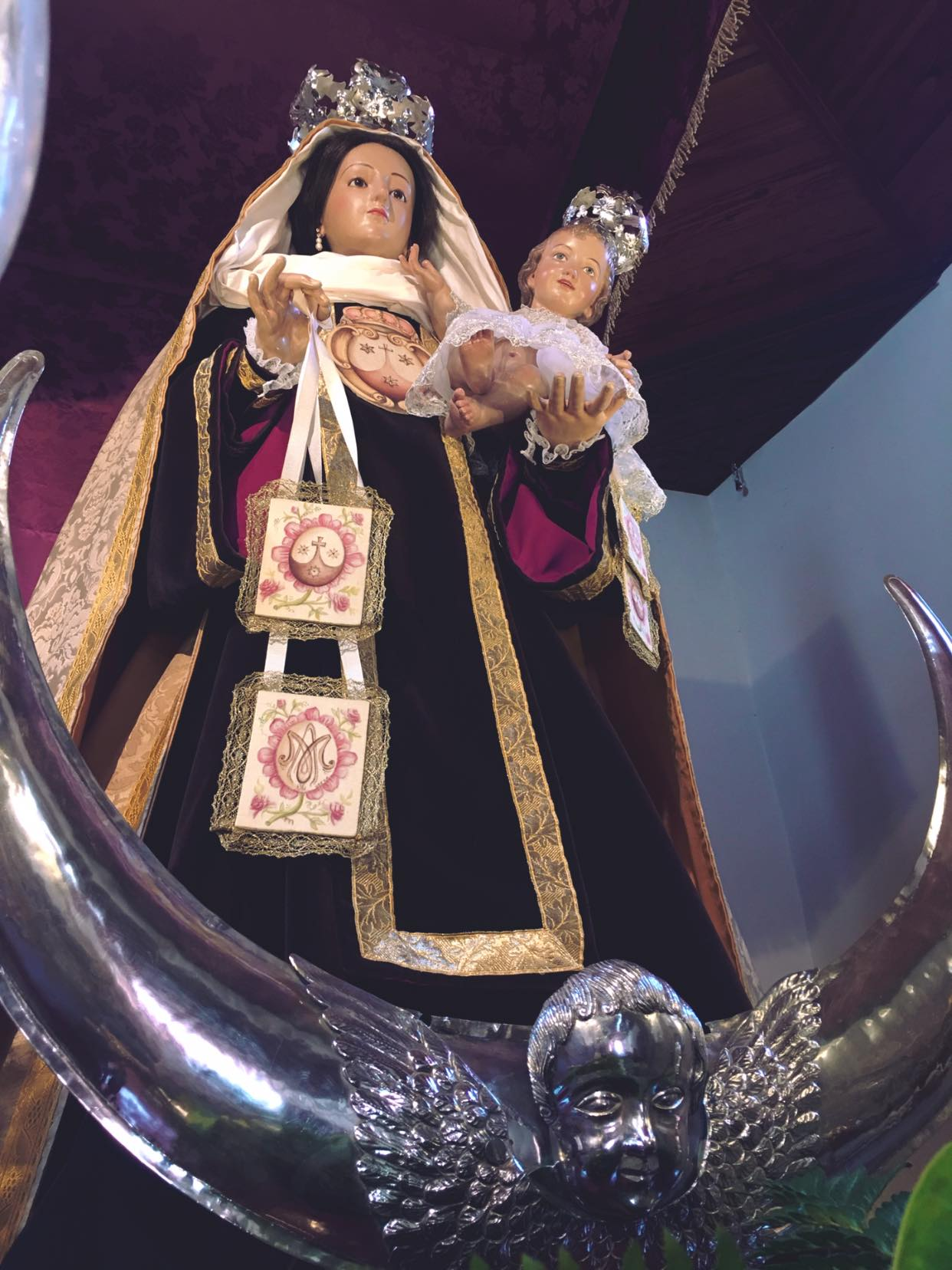
Virgen del Carmen, compatrona de San Andrés.

La talla de la Virgen del Carmen se encuentra en una hornacina lateral de la iglesia, siendo la principal advocación mariana del pueblo de San Andrés. Se trata de una imagen de candelero para vestir realizada a mediados del siglo XX, para sustituir a otra imagen del Carmen más grande y pesada tallada de cuerpo completo que fue con la que se comenzó la tradición de la embarcación de la Virgen del Carmen en San Andrés en 1951. La imagen actual de vestir mira al frente con expresión sonriente, portando un escapulario en la mano derecha, teniendo al niño Jesús en la izquierda. Su fiesta es la segunda más importante de la localidad, tras las patronales de San Andrés y Santa Lucía. La imagen del Carmen es titular de una cofradía que se encarga de los preparativos de su fiesta y de su culto. Durante su fiesta, el último domingo de julio, se realiza una tradicional procesión marítima desde la localidad hasta Igueste de San Andrés, en la cual se homenajea a todos aquellos que perdieron su vida en el mar.
El 29 de julio de 2012, la Virgen del Carmen fue declarada por el obispo de Tenerife compatrona de San Andrés: "teniendo en cuenta la gran devoción que existe a la Virgen bajo la advocación del Monte Carmelo, en un barrio de gran tradición marinera". Todos los primeros sábados de mes por la tarde tiene lugar la eucaristía mensual en honor de la Virgen, este culto es precedido por el rezo del Santo Rosario y en él se reúnen los miembros de la cofradía de la Virgen portando sus escapularios.

### Cristo del Cegato

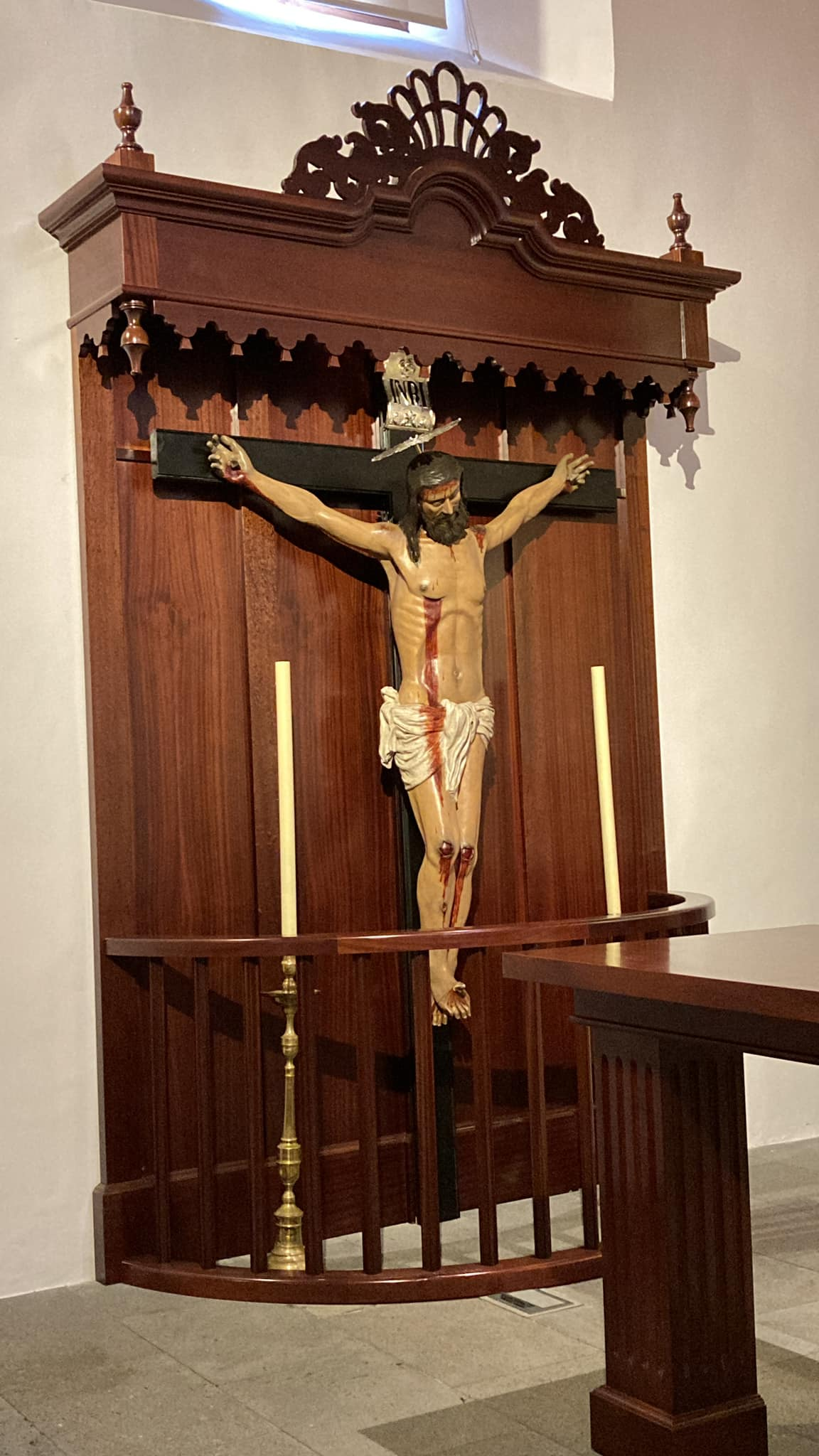
Santo Cristo del Cegato, imagen realizada en madera de naranjo.

Talla esculpida en madera de naranjo, de tamaño ligeramente de inferior al natural (1,56 cm) que representa a un Cristo crucificado muerto en la cruz. Esta talla es obra de Francisco Marrero Gabrili, feligrés de la parroquia de San Andrés que padecía ceguera, y fue terminada en 1882. Es también por esta razón que es llamado el Santo Cristo del Cegato (es decir, del ciego).
Tiene el cuerpo recto y rígido, la cabeza está desplomada sobre el pecho e inclinada ligeramente hacia el lado derecho. Se encuentra coronado por un solideo, un tipo de corona o aureola muy típica en el arte sacro canario. Sus rasgos faciales están muy marcados y son en cierto modo grotescos, pues es una imagen de factura popular. Originalmente, en la base de la cruz había una pequeña urna o relicario con la inscripción de su autoría y con la puntilla con la que fue realizada la imagen.
La escultura fue realizada en el taller que el escultor tenía en la calle Sacramento, en la propia localidad de San Andrés. Este Cristo sustituyó a otro crucificado articulado de menor tamaño del siglo XVII ahora conocido como el Señor Difunto. El Cristo del Cegato originalmente se veneraba en la capilla Bautismal, posteriormente, en la década de los 70 del siglo XX pasó al altar mayor del templo entre las imágenes de San Andrés y Santa Lucía tras la retirada del antiguo retablo mayor. Actualmente y tras su última restauración, se encuentra en el lateral del altar mayor del templo en un pequeño retablo de madera que imita un dosel. En 2018, el Cristo del Cegato ilustró el cartel de la Semana Santa de Santa Cruz de Tenerife.

### Virgen de Las Marías

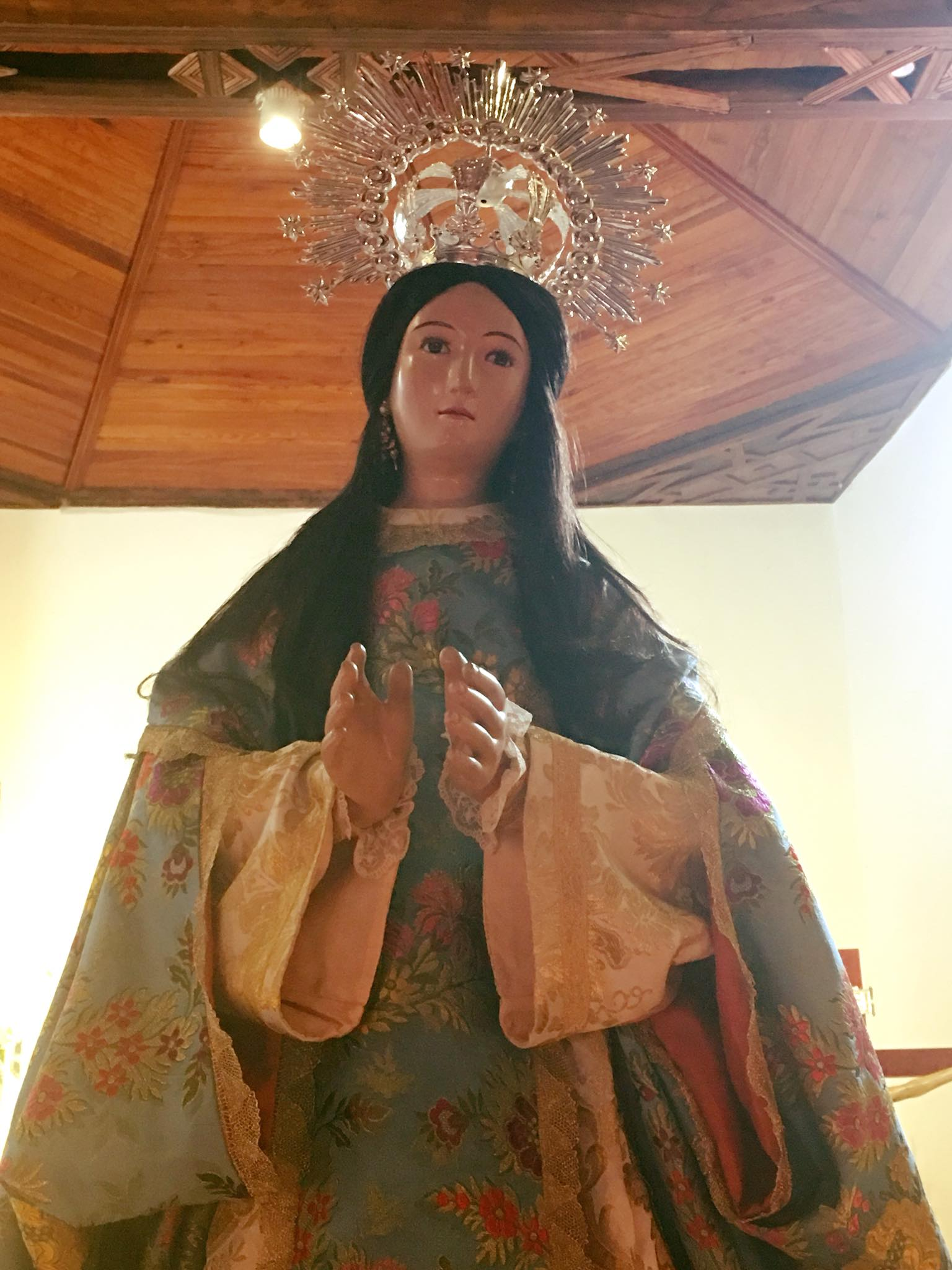
Virgen de la Inmaculada Concepción, llamada popularmente como "Las Marías". Imagen de la escuela canaria del.

Se trata en realidad de una imagen que representa a la Purísima Concepción, sin embargo los vecinos de San Andrés le dieron el nombre popular de "Las Marías". El último sábado de mayo se realiza una gran fiesta canaria en su honor. Esta imagen se encuentra en una hornacina lateral y se trata de una imagen para vestir. Es una obra anónima perteneciente a la escuela canaria del siglo XIX.

### Virgen de los Dolores

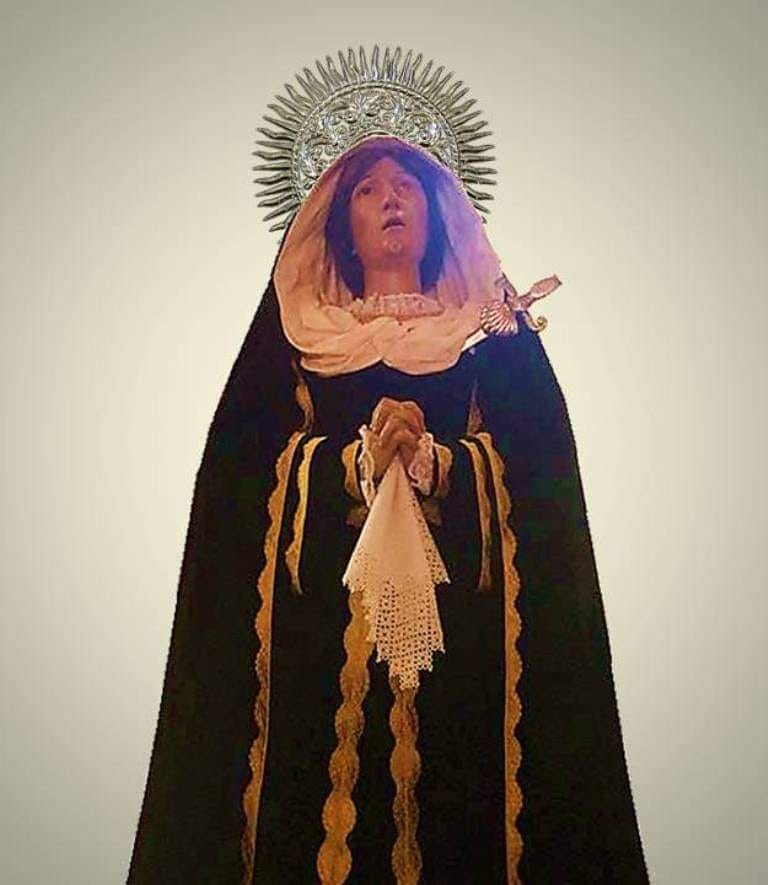
Virgen de los Dolores, imagen de la escuela canaria del.

Esta venerada imagen de la Virgen Dolorosa del siglo XVIII se encuentra en la hornacina izquierda más cercana a la puerta principal de entrada al templo. La imagen representa a la típica dolorosa canaria; la Virgen mira al cielo con sus manos juntas mientras un puñal atraviesa su corazón. Una de las características más destacadas de esta imagen es que la Virgen aparece representada como una mujer madura, esto a diferencia de la mayoría de las dolorosas canarias las cuales por lo general tienen un aspecto más juvenil.
Esta imagen mariana es sacada en procesión durante la Semana Santa en varias ocasiones; el Viernes de Dolores por la noche, y el Viernes Santo tres veces: en la "Procesión del Encuentro" de madrugada, en la "Procesión Magna del Santo Entierro" por la tarde y la última al término de esta, en la "Procesión del Silencio" por la noche.

### San José de Nazaret

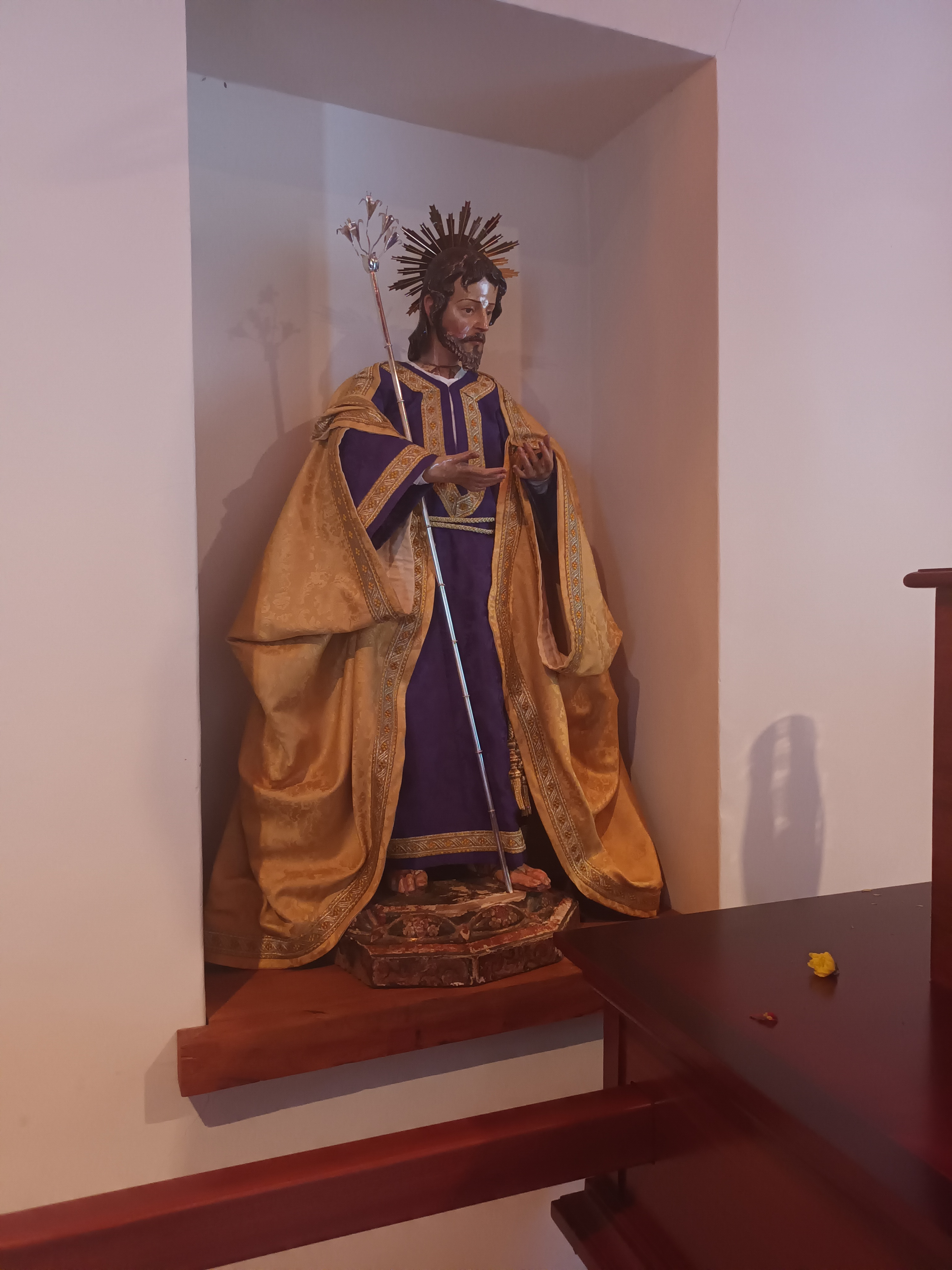
Imagen de San José, talla de madera dorada y policromada del.

Es una imágenes más antiguas del templo, del siglo XVII de madera dorada y policromada en la que el Santo aparece representado mirando al Niño Jesús que sostiene en los brazos. La imagen se encuentra en la hornacina frente a la Dolorosa. Antiguamente la talla de San José era sacada en procesión por las calles del pueblo, e incluso se trasladaba hasta el vecino barrio de El Suculum para presidir las fiestas mayores de este enclave. Tras adquirir El Suculum una imagen propia del Santo en los años 70 del siglo XX, la imagen de San José de la iglesia de San Andrés prácticamente no volvió a salir del templo en procesión. Actualmente durante la Navidad la imagen se traslada al altar mayor para presidir el Portal de Belén de la iglesia.

## Otras imágenes y obras de arte
Destacan también otras imágenes veneradas en el templo, como: La Virgen de Fátima (la cual fue traída de Portugal), una pequeña imagen de la Virgen de Candelaria, San Juan Bautista, el Señor Difunto, la Virgen de la Milagrosa, San Antonio de Padua, Santa Rita de Casia (imagen traída de Italia), el Sagrado Corazón de Jesús y Santa Cecilia de Roma. Imágenes provenientes de los talleres de Olot del siglo XX son: San Juan Evangelista, el Señor atado a la Columna "o de la Montaña", Santa María Magdalena, el Cristo de la Buena Muerte y Jesús Nazareno "o del Gran Poder".
Entre los principales cuadros y pinturas presentes en la iglesia destacan; los óleos de la Inmaculada Concepción (copia del cuadro de Murillo), el descendimiento de Jesús de la cruz y el Retablo de las Ánimas.

### Retablo de las Ánimas

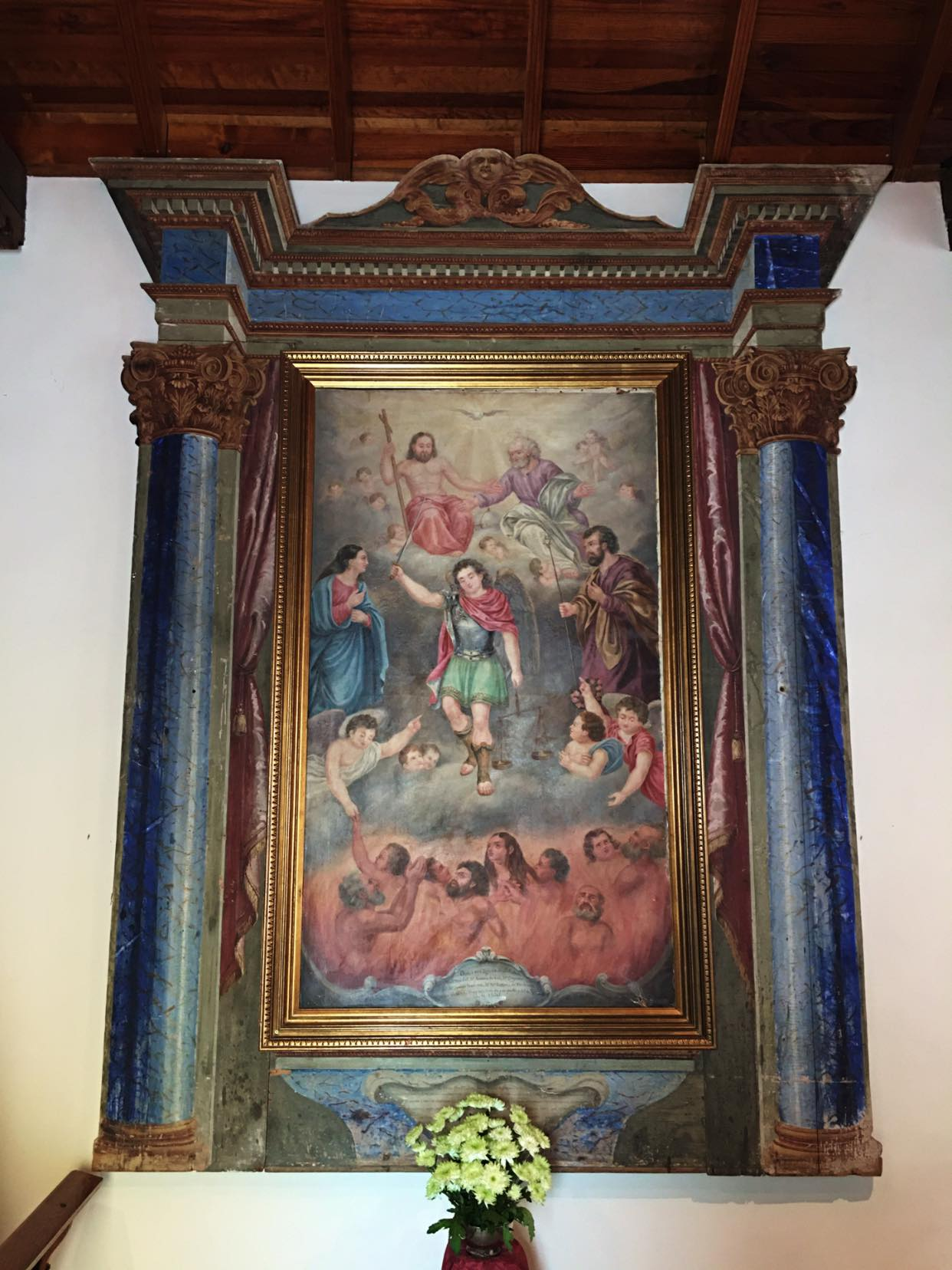
Altar de las Ánimas del Purgatorio, sufragado por los vecinos de San Andrés e Igueste.

Mención especial merece el retablo de las Ánimas Benditas del Purgatorio que se encuentra dentro de la iglesia. Por su gran calidad artística es uno de los mayores tesoros de la Iglesia de San Andrés. Esta obra data de 1850 y fue sufragada con las limosnas de los fieles de San Andrés e Igueste.
Iconográficamente aparece San Miguel Arcángel bajando del cielo con una balanza en su mano. A sus pies se encuentran las ánimas sufrientes en el Purgatorio mientras suplican rezos y la intercesión del arcángel para poder llegar al Paraíso. En lo alto aparece la Santísima Trinidad contemplando la escena desde el Cielo. El retablo se encuentra en una de las paredes laterales del templo, a los pies del cual es habitual que se coloquen flores y velas sobre todo en el Día de Difuntos.

## Organización de la Iglesia
Desde septiembre de 2022 el párroco de la iglesia es el sacerdote Anatael Medina Melián. Su despacho parroquial se encuentra junto a la plaza de la Iglesia. El párroco de San Andrés asiste también la Parroquia de San Pedro Apóstol de Igueste de San Andrés, la Parroquia de Nuestra Señora del Carmen de Valleseco y la Ermita de San José en El Suculum. Además también se cuenta con monaguillos y otros encargados del templo.
Existen varias cofradías cuyos santos titulares son venerados en la iglesia. Los miembros de estas acompañan a las imágenes en sus respectivas procesiones y además se encargan de otros aspectos relacionados con su culto. Entre las principales destacan las de: Nuestra Señora del Carmen, Santa Rita de Casia y Nuestra Señora de los Dolores.

## Procesiones

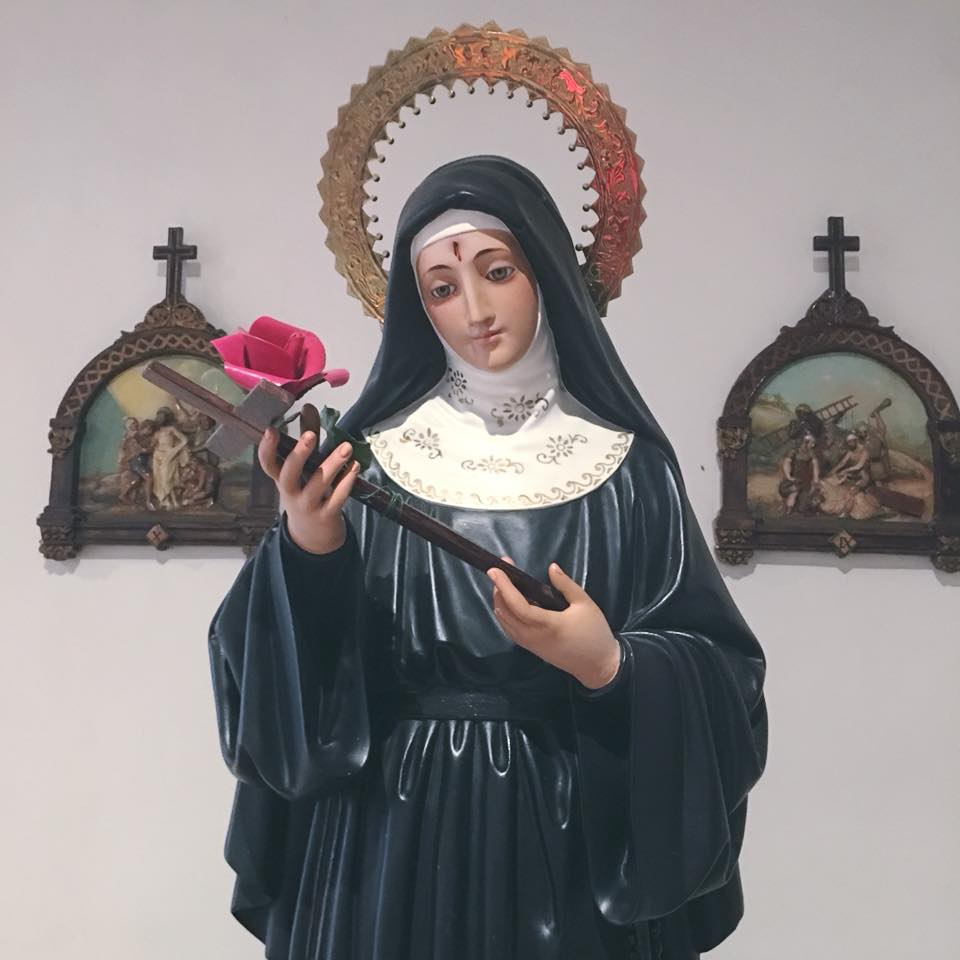
Santa Rita de Casia, imagen en serie del.

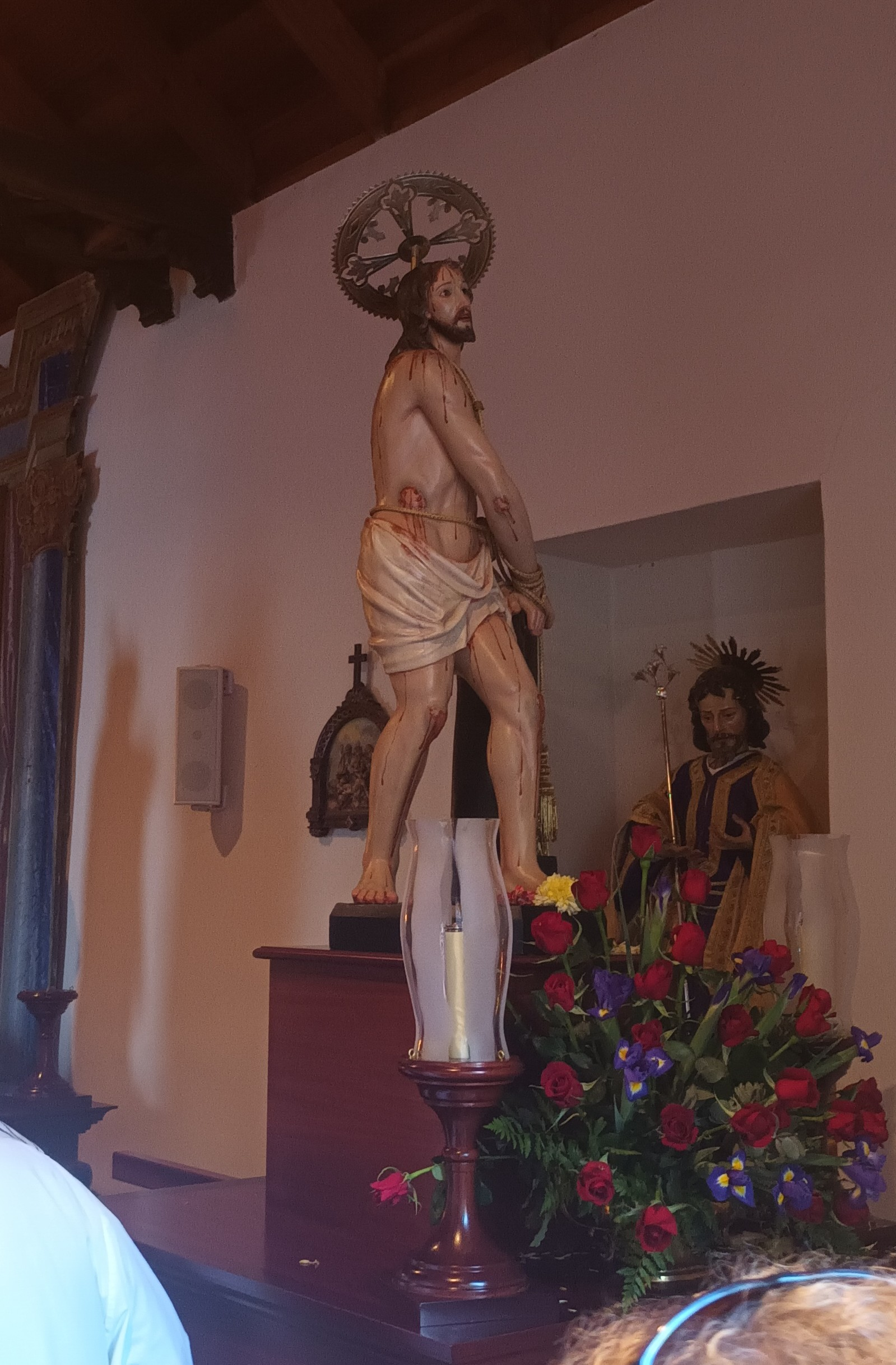
Cristo atado a la columna o "Cristo de la Montaña", imagen en serie del.

- San Andrés Apóstol: La imagen sale en procesión en tres ocasiones, en la víspera y en el día grande: 29 y 30 de noviembre y el segundo domingo de diciembre, en la Octava de San Andrés.
- Santa Lucía: El segundo domingo de diciembre, acompañada de la imagen de San Andrés.
- Nuestra Señora del Carmen: Último domingo de julio, la imagen es embarcada en su tradicional procesión marítima hasta Igueste de San Andrés.
- Virgen de Las Marías: Último sábado de mayo, con procesión de la Virgen y ofrenda floral y folclórica a las puertas de la iglesia.
- Semana Santa: 
  - Viernes de Dolores: Procesión de Nuestra Señora de los Dolores por las calles del pueblo.
  - Martes Santo: Procesión del Cristo atado a la columna o Cristo de la Montaña, la imagen procesiona por la parte baja de La Montaña o Ladera de San Andrés.
  - Jueves Santo: Procesión del Santo Cristo de la Buena Muerte, San Juan Evangelista y Santa María Magdalena.
  - Viernes Santo: A las 5 de la mañana, procesión del Encuentro entre la Virgen de los Dolores y el Cristo de la Buena Muerte, San Juan y La Magdalena. Por la tarde-noche se celebra la procesión del Santo Entierro con San Juan, La Magdalena y la Cruz desnuda, el Señor Difunto y la Dolorosa. Al término de esta, por la noche se realiza la Procesión del Silencio o de la Soledad con la Virgen de los Dolores.
- Santa Cecilia: Procesión el domingo siguiente al día 22 de noviembre con Diana Floreada.
- Corpus Christi: Domingo siguiente a la fiesta de la Santísima Trinidad (fecha variable en el mes de junio). Procesión del Santísimo Sacramento por las calles decoradas con alfombras de sal.
- Misa del Gallo: Misa cantada y procesión de la imagen del Niño Jesús el 24 de diciembre.
- Santa Rita: Procesión de la imagen el día 22 de mayo, durante la cual se reparten rosas rojas o blancas entre los fieles.